# 1713
1713 (MDCCXIII) a fost un an obișnuit al calendarului gregorian, care a început într-o zi de sâmbătă.

## Evenimente
- 1 februarie: Marele Război al Nordului. Bătălia de la Tighina. Conflict între Imperiul Suedez și Imperiul Otoman, încheiat cu victoria otomană.
- Pacea de la Utrecht a reglementat încheierea Războiului pentru succesiunea la tronul Spaniei, precum și mai multe renunțuri teritoriale în favoarea Marii Britanii (privind Acadia, Gibraltarul etc.)

## Nașteri
- 1 august: Karl I, Duce de Brunswick-Wolfenbüttel (d. 1780)
- 5 octombrie: Denis Diderot, filosof și scriitor francez (d. 1784)
- 24 noiembrie: Laurence Sterne, scriitor englez (d. 1768)

## Decese
- 25 februarie: Frederic I al Prusiei, 55 de ani, regele Prusiei (n. 1657)
- 31 iulie: Friedrich Wilhelm, Duce de Mecklenburg-Schwerin, 38 ani (n. 1675)
- 19 august: Atanasie Anghel (n. Athanasiu Angelu), 52 ani, mitropolit transilvănean, fondatator al Bisericii Române Unite cu Roma (n. 1660)